# オペラの長さ
オペラの長さ（オペラのながさ、英: Opera length）とは、女性の服飾において服そのものや付属する装飾品などの長さを示す用語である。その表現が適用されるのは、次のようなものがある。
- ネックレス
- 手袋（オペラグローブ）
- ストッキングのサイズ[2][3]
- 洋式の煙管（en:Cigarette holder）

それらは、短いものから長いものまでさまざまな長さのものがあるが、長さ区分が「オペラ」と表されているものはその中で最も長いものを意味することが多い。
語源については、西洋文化における代表的な舞台芸術である「オペラ」との関連性は定かではないが、その舞踏会であるオペラボール(en:Opera Ball)では中世以降、主賓として参加する女性は伝統的にボールガウンと併せ「opera length gloves」と呼ばれる肘上まである長い手袋を着用する。